# Leopoldskanaal (Duitsland)
Het Leopoldskanaal (Duits: Leopoldskanal) is een 12,5 kilometer lang afvoerkanaal dat begint bij de rivier de Elz en uiteindelijk uitmondt in de Rijn. Het kanaal ontstaat doordat de Elz zich ter hoogte van Riegel am Kaiserstuhl splitst in twee waterlopen; de Alte Elz, de oorspronkelijke loop van Elz zelf, en tot slot het aangelegde Leopoldskanaal.
Het Leopoldskanaal is vernoemd naar Leopold van Baden, die van 1830 tot 1852 groothertog van Baden was.

## Verloop
Het Leopoldskanaal ontstaat bij Riegel am Kaiserstuhl doordat de rivier de Elz zich in twee waterlopen splitst; het eigenlijke aangelegde Leopoldskanaal en de Alte Elz, de oude loop van de Elz. Het Leopoldskanaal voert tegenwoordig het meeste water van de Elz af. De Alte Elz daarentegen voert slechts een klein stukje van het water van de Elz af. Vroeger overstroomde de Elz regelmatig, en daarom werd er een (afvoer)kanaal aangelegd. Een bijzonderheid van de splitsing is dat er in zowel het Leopoldskanaal als in de Alte Elz zich kort na de splitsing stuwen bevinden. Deze stuwen regulieren de waterstand in de twee waterlopen. Vanuit Riegel loopt het Leopoldskanaal door een agrarisch gebied dat zich soms weleens afwisseld met bebossing. Ondertussen loopt het kanaal langs een camping en begint langzamerhand echt door bosgebied heen te stromen.
Eenmaal in het bosgebied aangekomen loopt ze hier aan de rand van het bosgebied, waardoor het landschap zich nog steeds weleens afwisselt. In de richting van Rheinhausen is er steeds meer afwisseling. Eenmaal bij Rheinhausen aangekomen loopt het kanaal hier aan de rand van het dorp, waar zich een paar huizen bevinden. Na langs Rheinhausen gestroomd te hebben, begint het Leopoldskanaal definitief voor de rest van haar loop door bosgebied heen te stromen, alhoewel de oevers van het kanaal ook in de bossige gebieden vrijwel boomloos zijn. In deze dichte oeverbossen waar het kanaal doorheen stroomt zijn er vele kreekjes en hoefijzermeren te bekennen. Deze kreekjes en hoefijzermeren zijn veelal oude lopen van de Rijn, wat betekent dat de monding nabij is. Vervolgens loopt het Leopoldskanaal langs nog wat kreekjes en meertjes om daarna in de Rijn uit te monden, nabij de grens met Frankrijk.

## Afvoer
Aangezien het Leopoldskanaal een afvoerkanaal is, is het debiet zeer afwisselend en onregelmatig. Het water is afkomstig van de Elz, waarvan het Leopoldskanaal ongeveer 60% van het water afvoert. De overgebleven 40% procent wordt afgevoert door de Alte Elz, de oorspronkelijke loop van de Elz. Het water in het kanaal is ook vrijwel alleen afkomstig van de Elz. Het gemiddelde debiet van deze rivier bevat bij de splitsing zo'n 21,7 m³/s. 8,5 m³/s daarvan (40%) wordt afgevoerd door de Alte Elz, en de overige 13,2 m³/s (60%) door het Leopoldskanaal zelf. Hieruit kan men concluderen dat het gemiddelde debiet van het Leopoldskanaal ongeveer 13,2 m³/s is.